# Rangordningen i dess utformning 1902
Den svenska rangordningen i dess utformning 1902.
| ” | Redan 1714 utkom en ny rangordning, vilken dock ej var daterad eller försedd med Konungens namn. Som denna rangordning delvis i sina grunder ännu är gällande, anföres den här i sin helhet. Många förändringar och tillägg hafva under tidernas lopp genom K. Bref, författningar och instruktioner m.m. vidtagits med afseende på olika embetens och tjensters hänförande till olika klasser i denna rangordning samt i rangordningens §§ i slutet af densamma. | „ |

| ” | Inom hvarje klass hafva, så vidt ske kunnat, de olika embets- och tjänstemannen placerats efter statsdepartementens ordning, och har hofvets embets- och tjänsteman satts sist inom hvarje klass. | „ |

| ” | K. Resolut. 1680 4/12 bestämmer "rangen emellan Qwinfolken, nembl. at hustrun föllier Mannens tiänst: efter som och K. Maj:t det samma hermed wil hafwa stabilerat och förordnat, så at härwid inge andre considerationer än chargerna gella skola; men dhe som ogifte äre, hafwa rangen sins emellan efter åldren och som dhe äre gamble". Efter afskedstagandet bibehålla embets- och tjänstemannen sina under tjenstetiden innehavda värdigheter med undantag af statsministern, ministern för utrikesärendena, statsrådets ledamöter och riksmarskalken. | „ |

| Rangklass                                                                                           | Tjänster | Inbördes rang efter |
| --------------------------------------------------------------------------------------------------- | --- | --- |
| De, som stå över all rangklassindelning                                                             | Statsministern (Excellens) Ministern för utrikes ärendena (Excellens) Riksmarskalken (Excellens) (Talmannen i Första Kammaren under den tid som riksdag pågår) (Talmannen i Andra Kammaren under den tid som riksdag pågår) Statsråd Serafimerriddare | De tre första taga rang och säte efter den ordning som nu är nämnd, därefter i ordning efter utnämningsdagen. (D)e som beklädt Statsministers- Riksmarskalks- eller Statsrådsembete, skola, sedan de derifrån afgått, jemte Seraphimerriddarne sins emellan efter tiden för deras utnämning, ega värdighet näst efter Statsrådets i tjänst varande ledamöter. |
| 1. klassen Fältmarskalks rang                                                                       | Fältmarskalkar Öfverstekammarherren Öfverstehovstallmästaren Öfverstehofjägmästaren | fullmaktsdatum |
| 2. klassen Denna klass är ledig                                                                     | | |
| 3. klassen Denna klass är ledig                                                                     | | |
| 4. klassen Generals rang                                                                            | Presidenter Generaler Amiraler Öfverståthållaren i Stockholm Chefen för D.D. K.K. Kronprinsens och Kronprinsessans hof | fullmaktsdatum |
| 5. klassen Generallöjtnants rang                                                                    | Justitieråd Generallöjtnanter Vice Amiraler Öfverste Kammarjunkare Förste Hofmarskalkar Förste Hofstallmästare Öfverkammarherrar hos D.D. M.M. Drottningarna Förste Stallmästare Ärkebiskopen (enl. bil. V) | fullmaktsdatum |
| 6. klassen Rang emellan Generallöjtnant och Generalmajor (Rang som generallöjtnant, men efter)      | Justitie-Kansleren Riksdagens Justitie-Ombudsman | fullmaktsdatum |
| 7. klassen Generalmajors rang                                                                       | Generaldirektören i Kongl. Fångvårdsstyrelsen Generalmajorer Generalintendenten Generalkrigskommissarien Generalfältläkare Konteramiraler Generallotsdirektören Landshöfdingar Underståthållaren i Stockholm Generaltulldirektören Generaldirektören i Kungliga Medicinalstyrelsen Hofmarskalkar Ståthållare på de Kongl. Slotten Öfverceremonimästaren Kabinettskammarherrar Hofstallmästare Förste Hofjägmästare Förste Direktören vid Kongl. Maj:ts Hofkapell och Teatrar Förste Kammarherre hos Drottningen Generaldirektörer (enligt bil. V) Envoyéer (enligt bil. V) Minstres plenipotentiaires (enligt bil. V) Biskopar (enligt bil. V) Ordensbiskopen (enligt bil. V) Innehavare af Nordestjärne- och Vasaordnarnas Storkors (enligt bil. V) | fullmaktsdatum |
| 8. klassen Generaladjutants rang                                                                    | Expeditionschefer i K. Maj:ts kansli Kabinettssekreteraren Öfverintendenter Kammarherrar hos D.D. M.M. Drottningarna Hoffröknar hos D.D. M.M. Drottningarna (enl. bil. XII) Ceremonimästaren Expeditionschefen i Riksmarskalksämbetet och Hofexpeditionen | fullmaktsdatum |
| 9. klassen Denna klass är ledig                                                                     | | |
| 10. klassen Denna klass är ledig                                                                    | | |
| 11. klassen Öfverstes rang                                                                          | Öfverstar Öfverfältläkaren vid Armén Kommendörer vid Kungl. Flottan Öfverdirektören för Mariningeniörstaten Öfverfältläkaren vid Kongl. Flottan Inspektören hos Lotsstyrelsen Landtmäteridirektören Stallmästare vid Hofvet Kammarherrar Hoffröknar (enl. bil. XII) Hofjägmästare Förste Hofintendenten Öfverdirektörer (enl. bil. V) | fullmaktsdatum |
| 12. klassen Denna klass är ledig.                                                                   | | |
| 13. klassen Denna klass är ledig enligt K. B. 1870.                                                 | | |
| 14. klassen Rang mellan Öfverste och Öfverstelöjtnant. I. (Rang som överste, men efter)             | Revisionssekreterare Riksheraldicus Minister-Residenter (enl. bil V i 2:a uppl.) | fullmaktsdatum |
| 15. klassen Denna klass är ledig enligt t. f Riksmarskalkens af Konungen gillade memorial 1834 10/2 | | |
| 16. klassen Denna klass är ledig.                                                                   | | |
| 17. klassen Denna klass är ledig.                                                                   | | |
| 18. klassen Rang mellan Öfverste och Öfverstelöjtnant. II. (Rang som överste, men efter)            | Expeditionssekreterare Kansliråd och Byråchefer i K. Maj:ts kansli Hofrättsråd Krigshofrättsråd Departementschefer f. d. i Fångvårds-, Post- och Tullstyrelserna Krigsråd Cheferna för militärbyråerna i Arméförvaltningens Artilleri-, Fortifikations- och Intendentsdepartementer Amiralitetsråd Kommerseråd Polismästaren i Stockholm Borgmästaren i Stockholm Kammarråd Statskommissarier Kammarrättsråd Tulldistriktchefer f. d. Riksarkivarien Överbibliotekarien i Kongl. Biblioteket Riksantiqvarien Medicinalråd H. Maj:t Konungens tjenstgörande Handsekreterare Rector Magnificus (enl. bil. V) Chargés d'affaires (enl. bil. V, 2:a uppl.) Legationsråd (enl. bil. V) Pastor Primarius (enl. bil. V) Svenska akademiens ledamöter (enl. bil. V) Kommendörer af 1. klassen af Nordestjärne- och Vasaorden (enl. bil. V) Riddare af K. Karl XIII:s orden (enl. bil. V) | fullmaktsdatum |
| 19. klassen Denna klass är ledig.                                                                   | | |
| 20. klassen Denna klass är ledig genom K. B. 1811 13/8.                                             | | |
| 21. klassen Öfverstelöjtnants rang                                                                  | Öfverstelöjtnanter Fördelningsläkare Fältintendenter af 1. graden Kommendörkaptener af 1. graden Direktörer vid Mariningeniörstaten Fältläkare vid Kungl. Flottan Öfverkommissarien vid Kungl. Flottans Pensionskassa Generalkonsuler (enl. bil V i 2:a uppl.) Kommendörer af 2. klassen af Nordestjärne- och Vasaorden (enl. bil. V) | fullmaktsdatum |
| Näst därefter                                                                                       | Stabsläkare i Flotta eller Eskader Fältprostar (enl. Anm. 2, s. 35) | |
| 22. klassen Denna klass är ledig genom K. B. 1808 12/10.                                            | | |
| 23. klassen Denna klass är ledig genom K. B. 1870 12/5.                                             | | |
| 24. klassen Denna klass är ledig genom K. förordning 1748 21/1.                                     | | |
| 25. klassen Rang mellan Öfverstelöjtnant och Major (Rang som överstelöjtnant, men efter)            | Hofintendenter Slottsfogden på Stockholms Slott Slottsfogden på Gripsholms Slott Lifmedici | fullmaktsdatum |
| 26. klassen Denna klass är ledig.                                                                   | | |
| 27. klassen Denna klass är ledig genom K. B. 1811 13/8.                                             | | |
| 28. klassen Majors rang                                                                             | Majorer Regementsläkare Fältintendenter av 2. graden Fältintendenten på Karlborg Professoren i Generalstaben Kommendörkaptener av 2. graden Regementsläkare vid Kongl. Flottan Öfverfyringeniören i Lotsstyrelsen Öfverjägmästaren vid Skogsstaten Direktören vid Skogsinstitutet Kammarjunkare Understallmästare Kavaljerer hos D.D. K.K. H.H. Prinsarne Hofpredikanter (enl. bil V i 2:a uppl.) Konsuler (enl. bil V i 2:a uppl.) | fullmaktsdatum |
| Näst därefter                                                                                       | Ordinarie Provinsialläkare | fullmaktsdatum |
| 29. klassen Denna klass är ledig genom K. B. 1808 12/10.                                            | | |
| 30. klassen Denna klass är ledig genom K. B. 1870 12/5.                                             | | |
| 31. klassen Rang mellan Major och Kapten (Rang som major, men efter)                                | Kanslisekreterare i Statsdepartementen Protokollssekreterare i Nedre Justitierevisionen Förste Sekreterare i Utrikesdepartementet Assessorer i Hofrätterna Polisdomaren i Stockholm Myntdirektören Kommissarier i Riksbanken Sekreteraren i Riksbanken Kommissarier i Riksgäldskontoret Sekreteraren i Riksgäldskontoret | fullmaktsdatum |
| Näst därefter                                                                                       | Härafshöfdingar Landtmäterisekreteraren Landssekreterare Landskamererare Sekreteraren i Öfverståthållareembetets avdelning för polisärenden Sekreteraren i Öfverståthållareembetets kansli Kamreraren i Öfverståthållareembetets avdelning för uppbördsärenden Borgmästare i städer av 1. klassen (Göteborg, Malmö, Norrköping och Gävle) Bergmästare | fullmaktsdatum |
| 32. klassen                                                                                         | Vice Ceremonimästaren | fullmaktsdatum |
| 33. klassen                                                                                         | Räntmästaren i Statskontoret | fullmaktsdatum |
| 34. klassen Denna klass är ledig.                                                                   | | |
| 35. klassen Denna klass är ledig genom K. B. 1811 13/8.                                             | | |
| 36. klassen Kaptens rang                                                                            | Kaptener Ryttmästare Regementspastorer Garnisonspastorer Slottspastorn vid Kungl. Krigsskolan Auditörer vid Armén Krigsarkivarien Sekreterare vid Fortifikationen Bataljonsläkare (f.d. förste) Läkaren vid Kungl. Krigsskolan Intendenter af 1. och 2. klassen Regementsveterinärer Kaptener vid Kungl. Flottan Ingeniörer vid Mariningeniörsstaten Byggmästare derstädes Extra Ingeniörer derstädes Kaptener Amiralitetspastor vid Kongl. Flottan Regementspastor vid Kongl. Flottan Byggmästare vid Kongl. Flottan Extra Ingenjörer vid Kongl. Flottan Förste bataljonsläkare vid Kongl. Flottan Sekreterare vid Kongl. Flottan Kamererare vid Kongl. Flottan Intendenter vid Kongl. Flottan Advokatsfiskaler vid Kongl. Flottan Auditörer vid Kongl. Flottan Rektorn vid Skeppsgosseskolan Lotskaptener Förste Fyringeniör Landtmäterifiskalen Förste Landtmätare Polisintendenten i Stockholm Landträntmästare Kronofogdar Borgmästare i städer af 2. och 3. klassen (Uppsala, Kalmar, Visby, Karlskrona, Västerås respektive Nyköping, Linköping, Jönköping, Västervik, Karlshamn, Kristianstad, Landskrona, Ystad, Lund, Helsingborg, Halmstad, Varberg, Uddevalla, Vänersborg, Borås, Karlstad, Örebro, Falun, Härnösand, Sundsvall) Rådmän i Stockholm Kamereraren i Myntverket Sekreteraren i Generaltullstyrelsen Postdirektörer Jägmästare vid Skogsstaten Lektorn vid Skogsinstitutet Föreståndare för Skogsskolorna Arkivarier i Riksarkivet Bibliotekarier i Kongl. Biblioteket Legitimerade lasarettsläkare vid länslasaretten och Vadstena Kurhus Professorer Bibliotekarier vid Universiteten Räntmästare vid Universiteten Direktören vid Akademien för de fria Konsterna Professorerna vid Akademien för de fria Konsterna Sekreteraren vid Akademien för de fria Konsterna | fullmaktsdatum |
| Näst derefter                                                                                       | Stabssekreterare i Flotta eller Eskader Stabskommissarier i Flotta eller Eskader Uppbördsläkare i Flotta eller Eskader Kommissionslandtmätare Häradsskrifvare Hofjunkare Förste Kammarpager | fullmaktsdatum |
| 37. klassen Rang mellan Kapten och Löjtnant I (Rang som kapten, men efter)                          | Registratorer och Arkivarier i Kongl. Maj:ts Kansli Andre Sekreterare i Utrikesdepartementet Sekreterare i Hofrätterna, Arméförvaltningen, Marinförvaltningen, Kommerskollegium, Kammarkollegium, Statskontoret och Kammarrätten Advokatsfiskaler i Hofrätterna, Marinförvaltningen, Kammarkollegium och Kammarrätten Sekreteraren vid Universiteten Ombudsman vid Universiteten Sekreteraren i Riksbanken Hofqvartermästare Hofsekreterare | fullmaktsdatum |
| 38. klassen Rang mellan Kapten och Löjtnant II (Rang som kapten, men efter)                         | Ordinarie Kanslister i Kungl. Maj:ts kansli Kamrerare i Arméförvaltningen Krigskassör i Arméförvaltningen Revisionskommissarier i Kammarrätten Amanuenser i Kongl. Biblioteket Kamrerare i Riksbanken Kassörer i Riksbanken Kamrerare i Riksgäldskontoret | fullmaktsdatum |
| Näst derefter                                                                                       | Kamrerare i Marinförvaltningen Kontrollören vid Kontrollverket Hofkamererare | fullmaktsdatum |
| Näst derefter                                                                                       | Magistratssekreteraren i Stockholm | fullmaktsdatum |
| 39. klassen Löjtnants och Underlöjtnants rang                                                       | Löjtnanter i Armén Sjukhusprester Regementsauditörer Bataljonsläkare (f.d. andre) Sjukhusläkare Andre intendenter Underintendenter Regementsveterinärer Löjtnanter vid Kongl. Flottan Extra Ingeniörer vid K. Flottan. Kammarförvandter vid K. Flottan Proviantmästare vid K. Flottan Förrådsförvaltare vid K. Flottan Kassörer vid K. Flottan Revisorer vid K. Flottan Regementsskrifvare och Bokhållare vid K. Flottan Bokhållare Fyringeniörer Lotslöjtnanter Stuteriveterinärer Länsveterinärer Extra Jägmästare vid Skogsstaten Underläraren vid Ombergs Skogsskola efter 10 års tjenstgöring Följande vid armén och flottan anstälda tjenstemän hafva lägre tjensterang än Löjtnanter och civilmilitära personer af Löjtnants rangklass Fältläkarstipendiater af 1. klassen Förvaltare (ordinarie tjensteman vid Kongl. Flottans civilstat) i Flotta eller Eskader Stipendiater vid Kongl. Flottan | fullmaktsdatum |
| Näst derefter                                                                                       | Underlöjtnanter vid Armén Bataljonsveterinärer Underlöjtnanter vid Kongl. Flottan Underingeniörer vid K. Flottan Kammarskrifvare vid K. Flottan Extra Jägmästare vid Skogsstaten Underläraren vid Ombergs Skogsskola Följande vid armén och flottan anstälda tjenstemän hafva lägre tjensterang än underlöjtnanter och civilmilitära personer af underlöjtnants rangklass Vice Auditörer Amanuensen i Generalstaben Fältläkarstipendiater af 2. klassen Underläkare Fältveterinärstipendiater Verkmästare Tyg-, Ammunitions-, Gevärs. och materialförvaltare Kassaförvaltare, Förvaltare Kassörer och Förrådsförvaltare vid Fortifikationen Redogörare Redogörare och Materialförvaltare vid Fortifikationen Apotekare vid Garnisonssjukhus Musikdirektörer Förvaltare (då han ej är ordinarie tjensteman vid K. Flottans civilstat) i Flotta eller Eskader, så framt hans befattning i land ej medför högre rang Stabskanslist i Flotta eller Eskader, så framt hans befattning i land ej medför högre rang | fullmaktsdatum |
| 40. klassen Rang efter Underlöjtnant men före Fanjunkare                                            | Rådmän och Magistratssekreterare i Göteborg och Karlskrona Stadskamreraren i Göteborg Kanslersekreteraren vid Universiteten | fullmaktsdatum |